# Partido Socialista de Navarra
El Partido Socialista de Navarra (PSN-PSOE) (en euskera, Nafarroako Alderdi Sozialista) es la federación del Partido Socialista Obrero Español en la Comunidad Foral de Navarra (España). Se define como progresista de orientación socialdemócrata y navarrista.
Se constituyó en junio de 1982, cuando la Agrupación Socialista de Navarra del PSOE, integrada hasta entonces en el Partido Socialista de Euskadi (PSE), se segregó de este para formar su propia federación.
Ha gobernado Navarra en distintas ocasiones, ostentando en varias de ellas la presidencia: en la etapa 1984-1991 (con Gabriel Urralburu como presidente y en solitario), y en 1995-1996 (con Javier Otano como presidente, y en coalición con CDN y EA). De 2011 a 2012 gobernó en coalición con UPN (con Yolanda Barcina como presidenta y Roberto Jiménez como vicepresidente del gobierno). Desde agosto de 2019 volvió a gobernar gracias a un pacto de investidura entre PSN-PSOE, Geroa Bai, Podemos e Izquierda-Ezkerra que le otorgó la presidencia a la socialista María Chivite.

## Historia
En Navarra, la implantación del socialismo fue desigual y dificultosa. Navarra era, junto con Álava, las provincias con menor implantación del PSOE de toda España,[cita requerida] por su carácter conservador, su escasa y tardía industrialización y la ausencia de tradiciones obreras significativas.

### La fundación del PSN-PSOE (1974-1984)

#### Integración en el Partido Socialista de Euskadi-PSOE
Tras la muerte del dictador Francisco Franco, la Agrupación Socialista de Navarra del PSOE estaba integrada en el Partido Socialista de Euskadi (PSE-PSOE), como una agrupación provincial junto con las de Vizcaya, Guipúzcoa y Álava, ya que en aquel momento ambos apostaban por un ente autonómico común con las provincias vascas. Tras el Congreso Constituyente que el PSE-PSOE celebró en San Sebastián en febrero de 1977, en mayo de ese año diversas fuerzas políticas vascas (PNV, PSE-PSOE, ESEI, PCE-EPK, DCV y ANV) firmaron el denominado «Compromiso Autonómico», donde se acordaba que fuesen los parlamentarios de las cuatro provincias vascas salidos de las elecciones constituyentes quienes redactasen el futuro estatuto de autonomía. De entre los firmantes del Compromiso, PNV, PSE-PSOE y ESEI concurrieron con una lista común, el Frente Autonómico, al Senado en las cuatro provincias. La participación del PSE-PSOE en el Frente Autonómico era consecuencia de la vinculación con el PNV en el gobierno vasco en el exilio y su común oposición a la dictadura.
En las elecciones generales de 1977 (las primeras desde 1936) el PSOE fue la segunda fuerza política en Navarra tras la UCD, consiguiendo dos diputados en el Congreso: Gabriel Urralburu y Julio García.
El Frente Autonómico obtuvo diez senadores de sus doce candidatos sobre los 16 puestos totales (tres en cada una de las provincias vascas y uno en Navarra, el histórico dirigente navarro del PNV, Manuel de Irujo), correspondiendo los otros tres puestos a la UCD (Jaime Ignacio del Burgo, José Gabriel Sarasa y José Luis Monge).
La postura del PSOE en Navarra en relación con la consideración de Navarra en el panorama autonómico que se abría con la Transición fue cambiando durante los años. En un principio, los socialistas navarros integrados en el Partido Socialista de Euskadi eran partidarios de que Navarra constituyera con las 3 provincias vascas una autonomía cuatriprovincial. Así, el PSOE firmó el «Compromiso Autonómico» en mayo de 1977 y tras las elecciones de 1979, los dos representantes socialistas en el Congreso de los Diputados (Gabriel Urralburu y Julio García Pérez) se integraron en la Asamblea de Parlamentarios Vascos.
Unidos en su estrategia política con la Unión General de Tabajadores (estas organizaciones estaban intrínsecamente unidas hasta los años 80, de forma que la afiliación era simultánea en ambas) con una posición favorable a la unión en una autonomía de las cuatro provincias y ante la ausencia de Navarra de las instancias preautonómicas, en el congreso de la UGT de 1978 expresaron las siguientes conclusiones:

es el propio pueblo navarro, cuyas relaciones históricas con el resto del pueblo vasco son evidentes, el que debe decidir mediante referéndum, con plenas garantías democráticas, las formas de vinculación al conjunto de Euzkadi.

Y en el mismo congreso haciendo referencia a la reclamación del derecho de autodeterminación de los pueblos:

[consideramos] el derecho a la autodeterminación, entendiéndolo como la capacidad de Euzkadi para decidir su propio destino, incluida la posibilidad de crear un Estado propio, como la mejor base para la unidad de la clase obrera del Estado español.

El año 1978, en que se negociaba la Constitución y en él, el modelo autonómico en España, con la posibilidad de una autonomía conjunta de lo que hoy es País Vasco y Navarra, estaba marcada en Navarra por una intensa violencia política, con el momento más álgido en los sucesos de los sanfermines de 1978.

#### La cuestión de la incorporación de Navarra al País Vasco y el Amejoramiento del Fuero
En cumplimiento de las disposiciones del Compromiso Autonómico, los diputados socialistas navarros se integraron en la Asamblea de Parlamentarios Vascos (sin que los parlamentarios navarros de la UCD, tres diputados y tres senadores, lo hiciesen). Sin embargo, los socialistas navarros, al igual que la UCD, consideraban que la incorporación de Navarra debía ser abordada por las propias instituciones forales, una vez que estas fuesen democratizadas. Durante los trabajos parlamentarios de redacción de la Constitución, se llegó al acuerdo entre el gobierno de UCD y el PNV en dejar la cuestión de la incorporación de Navarra al País Vasco en manos de las instituciones navarras (con lo que la posterior constitución del Consejo General Vasco, órgano preautonómico que debía preparar el estatuto de autonomía una vez aprobada la Constitución, no contó ya con la presencia de Navarra), dejando abierta sin embargo un mecanismo legal para la incorporación futura de Navarra al País Vasco mediante la Disposición Adicional Cuarta que fue incluida en la Constitución de 1978. 
El referéndum constitucional, en el que el PNV no pidió el voto favorable a la Constitución, marcó un punto de inflexión en las relaciones entre el PSOE y el PNV, al considerar los primeros que los segundos no estaban mostrando compromiso con el régimen democrático. Este hecho, unido a la aprobación por el gobierno de Adolfo Suárez del real decreto que democratizaba las instituciones forales navarras, creando el Parlamento Foral elegido por sufragio universal, llevó a los socialistas navarros a replantearse su opción por la integración en el País Vasco. Así, este objetivo desapareció del programa electoral del PSOE en las elecciones al Parlamento Foral de 1979, existiendo en cambio un compromiso expreso de no promover la integración hasta que no finalizaran los procesos de democratización de las instituciones forales y la asunción de la ampliación de competencias en el nuevo estado autonómico. En las elecciones para el parlamento foral de ese año, el PSOE obtuvo quince parlamentarios forales y un miembro de la Diputación Foral; (UCD veinte parlamentarios y cuatro de los siete miembros de la Diputación, incluido su Presidente; UPN, trece parlamentarios; HB, nueve parlamentarios y un diputado; las Agrupaciones Electorales de Merindad (Amaiur), que compartían las tesis nacionalistas vascas sobre Navarra, obtuvieron siete parlamentarios y un diputado; Nacionalistas Vascos, coalición formada por PNV, EE, ESEI y PTE, tres parlamentarios; y el Partido Carlista, la Unión Navarra de Izquierdas (UNAI) y una agrupación de independientes, un parlamentario cada uno). 
Pese a todo, el alineamiento con el centro derecha en lo que a la cuestión de la incorporación de Navarra al País Vasco, no se reprodujo a otros niveles y así, en las elecciones municipales de Pamplona realizadas simultáneamente con las parlamentarias, el PSOE obtuvo cinco concejales, lo que permitió al socialista Julián Balduz acceder a la alcaldía con el apoyo de todas las fuerzas de izquierda y nacionalistas (lo conservaría hasta 1987).
En diciembre de 1979, la Comisión de Régimen Foral del Parlamento, con los votos de la UCD y UPN, rechazó la moción presentada por el parlamentario de la UNAI y por otro de la coalición Nacionalistas Vascos para convocar el referéndum previsto en la disposición transitoria 4.ª de la Constitución para decidir sobre la integración de Navarra en el País Vasco. El PSOE, al igual que el Partido Carlista de Euskalherria se abstuvo en esta votación.
En un clima de gran actividad terrorista y de aumento de las suspicacias mutuas entre el PSOE y el nacionalismo vasco tras la posición tomada en lo que a pactos postelectorales se refiere en Irún y otras ciudades vascas tras las elecciones municipales de 1979, finalmente, el PSOE, junto con UCD, UPN y Partido Carlista acordarían promover la aprobación de la Ley Orgánica de Reintegración y Amejoramiento del Régimen Foral de Navarra conocida con el nombre de LORAFNA o Amejoramiento del Fuero, como vía de imbricación de Navarra en el proceso autonómico, a modo de estatuto de autonomía navarro.
Tras ser negociado su contenido de forma bilateral entre Navarra y el gobierno, la ley fue aprobada por el Parlamento Foral el 15 de marzo de 1982, con 49 votos a favor (los de UCD, PSOE, UPN y Partido Carlista) y 5 en contra (PNV y EE). A la sesión no asistieron los 16 parlamentarios restantes (HB y las Agrupaciones Electorales de Merindad) que desde hacía meses habían renunciado participar en el Parlamento Foral. Posteriormente sería aprobada por las Cortes Generales, entrando en vigor el 16 de agosto de 1982.
Tras el apoyo al Amejoramiento que afianzaba la constitución de Navarra como comunidad propia y diferenciada, ya no tenía sentido la participación de la Agrupación Socialista de Navarra en el PSE-PSOE. Así, en el Congreso que celebró en junio de 1982, se separó del Partido Socialista de Euskadi al que hasta entonces pertenecía y se constituyó el Partido Socialista de Navarra (PSN-PSOE). En el I Congreso del PSN-PSOE fue elegido Gabriel Urralburu como secretario general.

### Primera etapa en el Gobierno de Navarra (1984-1991)
En las elecciones generales de 1982, el PSN-PSOE obtuvo sus mejores resultados desde la llegada de la democracia hasta la actualidad (tres diputados de cinco posibles y tres senadores de cuatro). Al año siguiente (8 de mayo de 1983), en las elecciones al Parlamento de Navarra, el PSN-PSOE fue la lista más votada, obteniendo 20 de los 50 escaños. Aunque no disponía de mayoría, y la candidatura de su líder, Gabriel Urralburu no obtuvo la mayoría absoluta, tampoco su rival, José Ángel Zubiaur (de UPN) la obtuvo (a pesar de ser apoyado por 21 parlamentarios), por lo que en virtud del artículo 29.3 del Amejoramiento del Fuero, que disponía que, en caso de no obtener ningún candidato mayoría absoluta, debía formar gobierno el líder de la lista con mayor número de escaños. Así Urralburu fue investido como presidente de Navarra en mayo de 1984, cargo que ocuparía hasta 1991. En las elecciones de ese año, el PSN-PSOE perdió la condición de fuerza más votada, siendo superado en un solo escaño (20 a 19) por la Unión del Pueblo Navarro, que se presentaba en coalición con el Partido Popular (UPN-PP). Por primera vez la derecha navarra acudía unida a las elecciones y su candidato Juan Cruz Alli obtuvo la presidencia, pasando el PSN-PSOE a la oposición.

### Nueva presidencia y etapa de crisis (1991-1997)
El PSN-PSOE pasó a la oposición, si bien Gabriel Urralburu conservó su cargo de secretario general de PSN.
En dicha legislatura, las divisiones internas en las filas conservadoras presididas por Juan Cruz Alli produjeron una escisión de UPN-PP y la fundación de Convergencia de Demócratas de Navarra (CDN), liderada por Allí, por lo que, en 1995 se preveía que Urralburu accedería nuevamente a la Presidencia con el apoyo de CDN. Sin embargo, el estallido del denominado Caso Urralburu (o Trama navarra del Caso Roldán) le obligó a renunciar a la reelección en la secretaría general del PSN-PSOE, siendo sustituido en 1994 por Javier Otano.
En las elecciones de 1995 el PSN-PSOE descendió de 19 a 11 escaños. Sin embargo su candidato, Otano, alcanzó la Presidencia del Gobierno de Navarra en coalición con CDN y Eusko Alkartasuna.
El PSN promovió el llamado Órgano de Cooperación Permanente con el País Vasco. Durante su presidencia también se realizaron las polémicas obras hidráulicas del Pantano de Itoiz. Poco después, la prensa afín a UPN, descubrió en junio de 1996 que Otano tenía una cuenta secreta en Suiza a su nombre, motivo por el que dimitió y se dio de baja del partido. Tras este segundo escándalo y con dos expresidentes forales amenazados judicialmente, se disolvió la Comisión Ejecutiva Regional del PSN-PSOE.
Los principales implicados en estas tramas judiciales de corrupción fueron: 
- Antonio Aragón que era el Consejero de Obras Públicas del Gobierno de Navarra y presidente de la Confederación Hidrográfica del Ebro (CHE) y tras ocho años de investigaciones su juicio, no llegó a celebrarse porque la Audiencia Provincial falló que el presunto delito de cohecho ya había prescrito.
- Gabriel Urralburu, presidente del Gobierno de Navarra y fue condenado en 1998 a 11 años de prisión y 780 millones de pesetas de multa (600 por cohecho y 180 por fraude) (en marzo de 2001 el Tribunal Supremo rebajó la pena a 4 años de cárcel al entender que era incompatibles los delitos de cohecho y fraude fiscal).
- Javier Otano, sucesor en la presidencia de Navarra de Urraburu, fue también absuelto por prescripción del delito de cohecho por haber pasado más de cinco años desde que existieran indicios sólidos de que percibirá comisiones por valor de un millón de euros, acusación por la que dimitió de su cargo.

Una dirección provisional, la Comisión Gestora, se hizo cargo del partido hasta que, tras un turbulento debate interno, en 1997 fue elegido Juan José Lizarbe como secretario general del PSN-PSOE, María Asunción Apesteguía como vicesecretaria general y Jorge Mori Igoa (proveniente de la extinta Euskadiko Ezkerra) como secretario de organización, entre los puestos más destacados.

### El PSN-PSOE en la oposición (1997-2011)
Electoralmente, el PSN-PSOE repitió en 1999 y 2003 (con Juan José Lizarbe como candidato) los mismos resultados negativos que en 1995. Por ello, nuevamente tras un fuerte debate interno, Carlos Chivite fue elegido nuevo secretario general del PSN-PSOE en el VIII Congreso (julio de 2004). Chivite se mostraba cercano al navarrismo de UPN y fue criticado por no ser una oposición real al gobierno conservador.
Tras un nuevo debate interno, el 30 de septiembre de 2006, el Comité Regional del PSN-PSOE, con un apoyo del 99% de los votos, nombró a Fernando Puras candidato del PSN-PSOE a la Presidencia del Gobierno de Navarra en las Elecciones Autonómicas de 2007. Algunos medios especularon con que el cambio de candidato se realizó desde Madrid debido a que Chivite no era favorable a un pacto postelectoral con la coalición Nafarroa Bai que le diera al PSN el gobierno navarro y, por el contrario, prefería un gobierno de UPN, siendo por ello sustituido.
En febrero de 2007 Román Felones, candidato de ese partido en las elecciones de mayo de 2007, declaró: 

Yo me atrevería a decir que, al margen de las cuestiones que tienen que ver con la corrupción, Urralburu ha sido sin duda el mejor presidente que ha tenido Navarra y el presidente que hizo posible la modernización de esta tierra. Y yo estoy orgulloso, orgulloso no, muy orgulloso, de haber pertenecido a un gobierno que hizo posible, a partir de 1983 y hasta 1991, que Navarra se pusiera en camino hacia unas metas que hoy parecen razonables.

Tras las elecciones municipales y forales el PSN quedó relegado a ser la tercera fuerza política en Navarra y, tras más de dos meses de negociaciones y en contra de lo acordado por 104 votos a 1 por el Congreso Regional del PSN-PSOE que deseaba un gobierno tripartito PSN-NaBai-IU (el denominado Gobierno de Convivencia y Progreso), desde la dirección federal del PSOE se impuso el apoyo al gobierno de UPN- CDN, absteniéndose en la votación de investidura de Miguel Sanz que fue nuevamente reelegido. Asimismo también apoyó el acceso de la alcaldía de Pamplona en la persona de la candidata regionalista, Yolanda Barcina, aunque en otros ayuntamientos navarros acordó pactos con Nafarroa Bai e Izquierda Unida de Navarra (IUN).
Esta decisión motivó en su día fuertes movimientos internos dentro del PSN-PSOE que debilitaron a la dirección de Navarra (bajas de afiliados, dimisiones en el seno de la dirección regional, dimisión en bloque de la dirección de las Juventudes Socialistas de Navarra).
De dichos movimientos surgieron dos grupos críticos: uno de ellos, denominado Plataforma por el Cambio en Navarra, impulsado principalmente por militantes y cargos del PSN-PSOE del sur de Navarra, abandonó el PSN-PSOE y estudió constituirse como partido político, sin que esta iniciativa finalmente prosperara. Si bien, posteriormente mostraron su voluntad de participar y sumarse a la coalición Izquierda-Ezkerra impulsada por IUN y Batzarre para concurrir a las elecciones forales y municipales de 2011.
El segundo grupo crítico, denominado Foro por el relanzamiento del socialismo navarro, rechazaba de plano abandonar el PSN-PSOE e impulsaron desde el seno de este una renovación política, estratégica y de personas desde la apuesta de alternativa a UPN. A 5 de sus máximos representantes públicos se les abrió un expediente informativo por el PSOE, tras una rueda de prensa no autorizada por el PSN, que finalmente fue archivado.
El 1 de marzo de 2008 el secretario general Carlos Chivite, que era candidato al Senado por el PSN, sufrió en plena campaña electoral una hemorragia cerebral al finalizar un acto oficial en Estella. Debido a ello, falleció el 31 de marzo. La vicesecretaria general y presidenta del Parlamento de Navarra, Elena Torres, asumió desde el 1 de marzo la secretaría general en funciones y la presidencia del partido pasó a manos del exconsejero del Gobierno de Navarra Román Felones. 
El 28 de junio Roberto Jiménez Alli, candidato del sector oficial, fue elegido secretario general del PSN-PSOE en el 9.º Congreso Regional al conseguir el 70,5% de los votos frente al 28,5% de los votos conseguidos por la Parlamentaria Foral Amanda Acedo. También hubo otro precandidato, José Luis Uriz, que al no alcanzar la mayoría para presentarse apoyó a la candidata Amanda Acedo. En dicha votación no tuvieron ninguna presencia las plataformas antes mencionadas tras las elecciones forales, puesto que el Foro por el relanzamiento del socialismo navarro acudió con su voto dividido entre Jiménez y Acedo. De hecho, buena parte de los fundadores del Foro, entre los que destacaba Juan José Lizarbe Baztán, Helena Berruezo Valencia o Javier Remírez Apesteguía, defendieron hasta el último momento el voto favorable a Roberto Jiménez.

### El breve gobierno en coalición con UPN (2011-2012)
Los sondeos para las elecciones al Parlamento de Navarra de 2011 auguraban una tendencia estable o con tendencia al alza para el PSN. Sin embargo, el PSN cosechó los peores resultados electorales de su historia, con 51.054 votos, un 15,8% de los votos y 9 escaños.
Poco después y tras una reflexión interna en el PSN, Yolanda Barcina y Roberto Jiménez firmaron un acuerdo de gobierno para la legislatura 2011-2015 que devolvería al PSN al Gobierno de Navarra, esta vez en coalición con UPN. Las postura del PSN en los ayuntamientos navarros fue variada, basculando entre posibilitar la alcaldía de la lista más votada (UPN, el propio PSN o Nafarroa Bai) o conformar gobiernos de coalición municipal (por ejemplo, Lodosa con LOIU como primera fuerza).
El 15 de junio de 2012, la presidenta del Gobierno de Navarra, Yolanda Barcina, destituyó al vicepresidente y secretario general del PSN, Roberto Jiménez, acusándole de "comportamiento desleal" por haber denunciado un déficit en las cuentas públicas de la comunidad foral. Este hecho generó el abandono del PSN del gobierno y su paso a la oposición.

### Nueva etapa en la oposición (2012-2019)
Tras la expulsión del Gobierno de Navarra, el secretario general Roberto Jimenez anuncia su dimisión en 2014 tras las elecciones europeas de dicho año. En el Congreso Extraordinario del PSN de diciembre de 2014 es elegida nueva secretaria general María Chivite que accede al liderazgo con un replanteamiento de la estretagia del PSN orientada hacia el liderazgo del espacio progresista de Navarra y el alejamiento de los pactos con la derecha de Unión del Pueblo Navarro.
En las Elecciones Autońmicas de mayo de 2015, el PSN-PSOE saca únicamente 7 parlamentarios y queda en quinta posición, el peor resultado de la historia democrática, y sus votos no son decisivos para la conformación del Gobierno de Navarra liderado por Uxue Barcos cuyo partido (Geroa Bai) junto con EH Bildu, Podemos-Ahal Dugu y Izquierda-Ezkerra suman una mayoría de 26 escaños. No obstante, Chivite anuncia la abstención de su grupo en dicha investidura mostrando así un alejamiento de la derecha navarra que votó en contra.
La legislatura 2015-2019 se caracterizó por un PSN combativo frente al Gobierno Barkos en los aspectos identitarios e institucionales (oposición a la supresión de la Ley Foral de Símbolos, al Decreto de Méritos para el acceso a la administración, a los ataques al modelo PAI,…) y un acercamiento en acuerdos es aspectos de nuevos derechos, sociales y económicos.
Esta estrategia, el liderazgo de Chivite y el buen momento del PSOE a nivel nacional con Pedro Sánchez al frente del Gobierno de España desde junio de 2018, hizo que los resultados de las Elecciones Autonómicas de mayo de 2019 colocaran al PSN-PSOE en la segunda posición, subiendo de 7 a 11 escaños y con disponibilidad para liderar el nuevo Gobierno de Navarra.

### Tercera etapa en el Gobierno de Navarra (2019-actualidad)
Tras las Elecciones Autonómicas de 2019 el PSN-PSOE se dispuso a pactar un acuerdo programático y gobierno de coalición con Geroa Bai (9) y Podemos-Ahal Dugu (2) e Izquierda-Ezkerra (1) que junto al PSN sumaban únicamente 23 escaños, a 3 de la mayoría absoluta. Finalmente Chivite accedió a la Presidencia del Gobierno de Navarra gracias a la abstención de 3 de los 7 parlamentarios de EH Bildu, opción decidida así por este último partido.
Chivite tomó posesión el 9 de agosto de 2019 y lidero un gobierno con minoría parlamentaria que sin embargo ha sido capaz de lograr acuerdos estables con EH Bildu especialmente en materia presupuestaria aprobando todos los presupuestos generales de Navarra desde 2019 así como numerosas iniciativas legales, pero sin renegar acuerdos puntuales con UPN como fue la recuperación de la Ley Foral de Símbolos.
Tras las Elecciones Autonómicas de mayo de 2023, el PSN (11 parlamentarios) repitió fórmula de gobierno de coalición con Geroa Bai (7) y Contigo-Zurekin (3), coalición de Podemos e Izquierda-Ezkerra. Un gobierno igualmente de minoría parlamentaria por lo que repitió acuerdo de investidura y presupuestario con EH Bildu (9 escaños) frente a la oposición de UPN (15), Partido Popular (3) y VOX (2).
Chivite fue una de las tres presidencias socialistas que mantuvo el poder junto a Adrián Barbón (Asturias) y Emiliano Garcia Page (Castilla-La Mancha).
En las Elecciones Generales de julio de 2023, el PSN-PSOE ganó las mismas en la Comunidad Foral siendo primera fuerza en estas elecciones por primera vez desde 1986 consiguiendo dos diputados y tres senadores.
En diciembre de 2023, el PSN acordó una moción de censura con EH Bildu frente a la alcaldesa de UPN Cristina Ibarrola lo que permitió el acceso de Joseba Asiron (EH Bildu) a la alcaldía de Pamplona, con el apoyo expreso de PSN (5) además de Geroa Bai (2) y Contigo-Zurekin (1), aunque sin entrar en el equipo de gobierno local liderado por EH Bildu (8).
En junio de 2024, el PSN-PSOE volvió a ganar esta vez en las Elecciones Europeas siendo la primera fuerza política por delante del Partido Popular y EH Bildu, siendo una de las tres CC.AA. Donde el PSOE venció (las otras fueron Cataluña y Canarias).

## Resultados electorales

### Elecciones municipales
| Elecciones y fecha                       | Votos  | %     | Concejales |
| ---------------------------------------- | ------ | ----- | ---------- |
| Elecciones municipales españolas de 1979 | 38.591 | 15,47 | 151        |
| Elecciones municipales españolas de 1983 | 75.803 | 29,53 | 258        |
| Elecciones municipales españolas de 1987 | 64.465 | 23,83 | 272        |
| Elecciones municipales españolas de 1991 | 71.258 | 27,07 | 299        |
| Elecciones municipales españolas de 1995 | 55.530 | 19,73 | 235        |
| Elecciones municipales españolas de 1999 | 56.405 | 19,62 | 230        |
| Elecciones municipales españolas de 2003 | 62.802 | 21,52 | 260        |
| Elecciones municipales de España de 2007 | 63.594 | 19,48 | 244        |
| Elecciones municipales de España de 2011 | 50.495 | 16,40 | 238        |
| Elecciones municipales de España de 2015 | 44.108 | 13,66 | 210        |
| Elecciones municipales de España de 2019 | 58.220 | 17,02 | 233        |
| Elecciones municipales de España de 2023 | 50.769 | 15.70 | 227        |

### Elecciones generales
| Año       | Votos        | porcentaje | escaños |
| --------- | ------------ | ---------- | ------- |
| 1977      | 54.720 (2º)  | 21,17%     | 2/5     |
| 1979      | 55.399 (2º)  | 21,90%     | 1/5     |
| 1982      | 112.186 (1º) | 37,64%     | 3/5     |
| 1986      | 97.010 (1º)  | 35,52%     | 2/5     |
| 1989      | 86.677 (2º)  | 31,19%     | 2/5     |
| 1993      | 108.305 (2º) | 34,87%     | 2/5     |
| 1996      | 98.102 (2º)  | 30,26%     | 2/5     |
| 2000      | 82.688 (2º)  | 27,32%     | 2/5     |
| 2004      | 113.906 (2º) | 33,55%     | 2/5     |
| 2008      | 117.920 (2º) | 34.76%     | 2/5     |
| 2011      | 72.892 (2º)  | 22,02%     | 1/5     |
| 2015      | 54.856 (3º)  | 15,52%     | 1/5     |
| 2016      | 58.173 (3º)  | 17,35%     | 1/5     |
| 2019 (I)  | 94.094 (2º)  | 25,75%     | 2/5     |
| 2019 (II) | 83.242 (2º)  | 25,04%     | 1/5     |
| 2023      | 93.553 (1º)  | 27,37%     | 2/5     |

### Elecciones al Parlamento de Navarra
| Año  | Cabeza de lista   | Votos        | porcentaje | escaños | +/-         | Gobierno                                       |
| ---- | ----------------- | ------------ | ---------- | ------- | ----------- | ---------------------------------------------- |
| 1979 | Jesús Malón       | 48.289 (2.º) | 18,94%     | 15/70   | -           | Coalición (Con UCD, HB y Orhi Mendi)           |
| 1983 | Gabriel Urralburu | 94.737 (1.º) | 35,63%     | 20/50   | 5           | Gobierno en minoría                            |
| 1987 | Gabriel Urralburu | 78.453 (1.º) | 27,68%     | 15/50   | 5           | Gobierno en minoría                            |
| 1991 | Gabriel Urralburu | 91.645 (2.º) | 33,36%     | 19/50   | 4           | Oposición                                      |
| 1995 | Javier Otano      | 62.021 (2.º) | 20,87%     | 11/50   | 8           | Gobierno de coalición con CDN y EA (1995-1996) |
| 1995 | Javier Otano      | 62.021 (2.º) | 20,87%     | 11/50   | 8           | Oposición (1996-1999)                          |
| 1999 | Juan José Lizarbe | 61.531 (2.º) | 20,28%     | 11/50   | Sin cambios | Oposición                                      |
| 2003 | Juan José Lizarbe | 65.003 (2.º) | 21,15%     | 11/50   | Sin cambios | Oposición                                      |
| 2007 | Fernando Puras    | 74.157 (3.º) | 22,49%     | 12/50   | 1           | Oposición                                      |
| 2011 | Roberto Jiménez   | 51.238 (2.º) | 15,85%     | 9/50    | 3           | Gobierno de coalición con UPN (2011-2012)      |
| 2011 | Roberto Jiménez   | 51.238 (2.º) | 15,85%     | 9/50    | 3           | Oposición (2012-2015)                          |
| 2015 | María Chivite     | 45.164 (5.º) | 13,37%     | 7/50    | 2           | Oposición                                      |
| 2019 | María Chivite     | 70.143 (2.º) | 20,60%     | 11/50   | 4           | Gobierno de coalición (Con GBAI y Podemos)     |
| 2023 | María Chivite     | 68.247 (2.º) | 20,69%     | 11/50   | Sin cambios | Gobierno de coalición (Con GBAI y CN-ZN)       |

## Secretarios generales
El secretario general es el líder político del Partido Socialista de Navarra y ostenta la máxima autoridad dentro de la federación. Desde su fundación en 1982, el PSN ha tenido los siguientes secretarios generales:
|    | Secretario general | Periodo         |
| -- | ------------------ | --------------- |
| 1. | Gabriel Urralburu  | 1982-1994       |
| 2. | Javier Otano       | 1994-1996       |
| -  | Comisión Gestora   | 1996-1997       |
| 3  | Juan José Lizarbe  | 1997-2004       |
| 4. | Carlos Chivite     | 2004-2008       |
| 4. | Roberto Jiménez    | 2008-2014       |
| 5. | María Chivite      | 2014-actualidad |

## Organización juvenil
La organización juvenil afín al PSN-PSOE es Juventudes Socialistas de Navarra ("Nafarroako Gazte Sozialistak" en euskera y cooficialmente), cuyo secretario general es Kevin Lucero desde diciembre de 2019 y está integrada en las Juventudes Socialistas de España.